# Cecilia Salvai
Cecilia Salvai (Pinerolo, 2 december 1993) is een voetbalspeelster uit Italië. Ze speelt als verdediger voor Juventus FC in de Serie A.

## Clubcarrière
Salvai begon haar profcarrière bij Real Canavese in 2008. Na een seizoen maakte ze de overstap naar  Torino, waar ze zich ontwikkelde tot een vast lid van de hoofdmacht. Salvai speelde voornamelijk als linksback, maar kwam ook zo nu en dan uit als centrale verdediger.
Voor de start van het seizoen 2012/13 maakte Salvai de overstap naar het Zwitserse FC Lugano. Na een seizoen keerde ze bij Hellas Verona terug in Italië. Op 11 juli 2016 voltooide ze haar transfer naar de Italiaanse topclub Brescia Calcio. Voorafgaand aan het seizoen 2017/18 volgde een nieuwe overstap naar Juventus FC.
In augustus 2021 ging Juventus door het stof door een racistisch tweet met daarin Salvai als hoofdrolspeelster. De tweet werd al gauw verwijderd en Juventus bood publiekelijk haar excuses aan.

## Statistieken
| Seizoen | Club          | Land   | Competitie | Wedstrijden | Doelpunten |
| ------- | ------------- | ------ | ---------- | ----------- | ---------- |
| 2010/11 | Torino        | Italië | Serie A    | 22          | 0          |
| 2011/12 | Torino        | Italië | Serie A    | 26          | 2          |
| 2013/14 | Hellas Verona | Italië | Serie A    | 16          | 1          |
| 2014/15 | Hellas Verona | Italië | Serie A    | 20          | 0          |
| 2015/16 | Hellas Verona | Italië | Serie A    | 18          | 4          |
| 2016/17 | Brescia       | Italië | Serie A    | 19          | 0          |
| 2017/18 | Juventus FC   | Italië | Serie A    | 22          | 0          |
| 2018/19 | Juventus FC   | Italië | Serie A    | 17          | 0          |
| 2019/20 | Juventus FC   | Italië | Serie A    | 3           | 0          |
| 2020/21 | Juventus FC   | Italië | Serie A    | 14          | 1          |
| 2021/22 | Juventus FC   | Italië | Serie A    | 11          | 0          |
| 2022/23 | Juventus FC   | Italië | Serie A    | 18          | 2          |
| 2023/24 | Juventus FC   | Italië | Serie A    | 17          | 1          |
| 2024/25 | Juventus FC   | Italië | Serie A    | 2           | 0          |
| Totaal  | Totaal        | Totaal | Totaal     | 225         | 13         |

Laatste update: 30 mei 2025

## Interlandcarrière
Salvai maakte haar debuut voor het Italiaanse nationale team op 19 september 2012 in een play-off wedstrijd voor kwalificatie voor het EK 2013 tegen Griekenland. Op dit eindtoernooi speelde ze in de wedstrijden tegen Finland en Denemarken, maar niet tegen Zweden waarna Italië  de kwartfinales haalde.
Vier jaar later was Salvai eveneens van de partij op het voor Italië minder succesvolle EK 2017.
Op 2 juli 2023 werd Salvai opgenomen in de Italiaanse selectie voor op het WK 2023.